# 想在你心中跳舞
《想在你心中跳舞 》（日语：君の中で踊りたい）是日本樂團B'z的第二張單曲。

## 簡介
- 與第二張專輯OFF THE LOCK同時發表
- 與前一張單曲一樣，因為知名度不高，所以銷售量未被Oricon認可

## 收錄曲
| 曲序 | 曲目        | 时长 |
| ---- | ----------- | ---- |
| 1.   |             | 3:50 |
| 2.   | Safety Love | 4:10 |

## 製作人員
- 松本孝弘：吉他・全曲作曲
- 稲葉浩志：主唱・全曲作詞
- 明石昌夫：全曲編曲
- 江口信夫：鼓（#1）

## 主題曲
TBS電視台連續劇23『ハイミスで悪かったネ!』片尾曲。（#1）

## 收錄專輯
- OFF THE LOCK（両曲）
- WICKED BEAT（#1、全英詞バージョン(I Wanna Dance Wicked Beat Style)）
- Flash Back-B'z Early Special Titles-（両曲）